# قماش زيتي
القماش الزيتيّ هو قماش قطني أو كتانيّ منسوج بإحكام، مغطى بطبقة من زيت بذر الكتان المغلي لجعله مقاومًا للماء.